# Trillium
Trillium és un gènere de plantes perennes que són plantes natives de les regions temperades de l'Amèrica del Nord i Àsia.
Anteriorment estava tractat dins la família Trilliaceae, una part de les Lilials.L'APG III system inclou Trilliaceae dins la família Melanthiaceae, en la tribu Parideae.

## Descripció
Són plantes amb rizoma, produeixen, en moltes espècies, un escap erecte i recte. Les bràctees fan la fotosíntesi i de vegades són anomenades fulles. La inflorescència és una flor simple. El fruit és carnós. Les llavors tenen elaiosoma. Es poden confondre amb l'espècie Paris quadrifolia
Trillium es fa servir com el símbol oficial per la província d'Ontario.

## Taxonomia
Espècies acceptades
1. Trillium albidum J.D.Freeman – WA, OR, CA
2. Trillium angustipetalum (Torr.) J.D.Freeman – Califòrnia
3. Trillium apetalon Makino – Sakhalín, Kurils, Japó
4. Trillium camschatcense Ker Gawl. – Japó, Corea, NE Xina, E Rússia
5. Trillium catesbaei Elliott – SE Estats Units (GA, AL, TN, SC, NC)
6. Trillium cernuum L. – E Canadà, NE + NC US
7. Trillium channellii Fukuda – Japó
8. Trillium chloropetalum (Torr.) Howell – Califòrnia
9. Trillium × crockerianum – Califòrnia
10. Trillium cuneatum Raf. – SE US (GA, AL, TN, SC, MS, KY, MO)
11. Trillium decipiens J.D.Freeman – SE US (GA, AL, FL)
12. Trillium decumbens Harb. – SE US (GA, AL, TN)
13. Trillium discolor Hook. – SE US (GA, SC, NC)
14. Trillium erectum L. – E Canadà, E US
15. Trillium flexipes Raf. – Ontario, E US
16. Trillium foetidissimum J.D.Freeman – Louisiana, Mississipi
17. Trillium govanianum Wall. ex D.Don – Himàlaies, Tibet, Pakistan, Afganistan
18. Trillium gracile J.D.Freeman – W Louisiana, E Texas
19. Trillium grandiflorum (Michx.) Salisb. – E Canadà, E + C US
20. Trillium × hagae – Japó, E Rússia
21. Trillium × komarovii – Japó, E Rússia
22. Trillium kurabayashii J.D.Freeman – SW Oregon, N Califòrnia
23. Trillium lancifolium Raf. – SE US (GA, AL, TN, SC, FL)
24. Trillium ludovicianum Harb. – Louisiana, Mississipi
25. Trillium luteum (Muhl.) Harb. – SE US (GA, NC, TN, KY)
26. Trillium maculatum Raf. – SE US (GA, AL, SC, FL)
27. Trillium × miyabeanum – Hokkaido
28. Trillium nivale Riddell – north-central US
29. Trillium oostingii Gaddy – Carolina del Sud
30. Trillium ovatum Pursh – W Canadà, W US
31. Trillium persistens W.H.Duncan – Carolina del Sud, NE Geòrgia
32. Trillium petiolatum Pursh – NW US (WA, OR, ID)
33. Trillium pusillum Michx. – SE + SC US from TX to MD
34. Trillium recurvatum L.C.Beck – central US
35. Trillium reliquum J.D.Freeman – Geòrgia, Carolina del Sud
36. Trillium rugelii Rendle – SE US (GA, AL, TN, SC, NC)
37. Trillium sessile L. – central US
38. Trillium simile Gleason – SE US (GA, TN, NC)
39. Trillium smallii Maxim. – Sakhalín, Hokkaido
40. Trillium stamineum Harb. – Tennessee, Alabama, Mississipi
41. Trillium sulcatum T.S.Patrick – east-central US
42. Trillium taiwanense S.S.Ying – Taiwan
43. Trillium tschonoskii Maxim. – E Àsia des de Sikkim fins a les Kurils
44. Trillium underwoodii Small – Alabama, Geòrgia, N Florida
45. Trillium undulatum Willd. – E Canadà, E US
46. Trillium vaseyi Harb. – SE US (GA, AL, TN, SC, NC)
47. Trillium viride L.C.Beck – Illinois, Missouri
48. Trillium viridescens Nutt. – south-central US
49. Trillium × yezoense Tatew. ex J.Samej. – Hokkaido

## Ecologia
Els Trilliums són mirmecocòrics, amb les formigues que els dispersen.

## Ús medicinal
Diverses espècies contenen sapogenina. S'han utilitzat tradicionalment com uterotònics (estimulants uterins.